# Rhabdosargus
Pour les articles homonymes, voir Sargue.
Genre
Le genre Rhabdosargus est constitué d'espèces de sargues, poissons marins, au sein de la famille des Sparidae.
Le terme sargue est parfois également employé pour désigner un sar.

## Liste d'espèces
Selon FishBase (29 janv. 2016) et World Register of Marine Species (29 janv. 2016) :
- Rhabdosargus globiceps (Valenciennes, 1830) - Sargue austral
- Rhabdosargus haffara (Forsskål, 1775) - Sargue haffara
- Rhabdosargus holubi (Steindachner, 1881) - Sargue du Cap
- Rhabdosargus niger Tanaka & Iwatsuki, 2013
- Rhabdosargus sarba (Forsskål, 1775) - Sargue doré
- Rhabdosargus thorpei (Smith, 1979) - Sargue à gros yeux

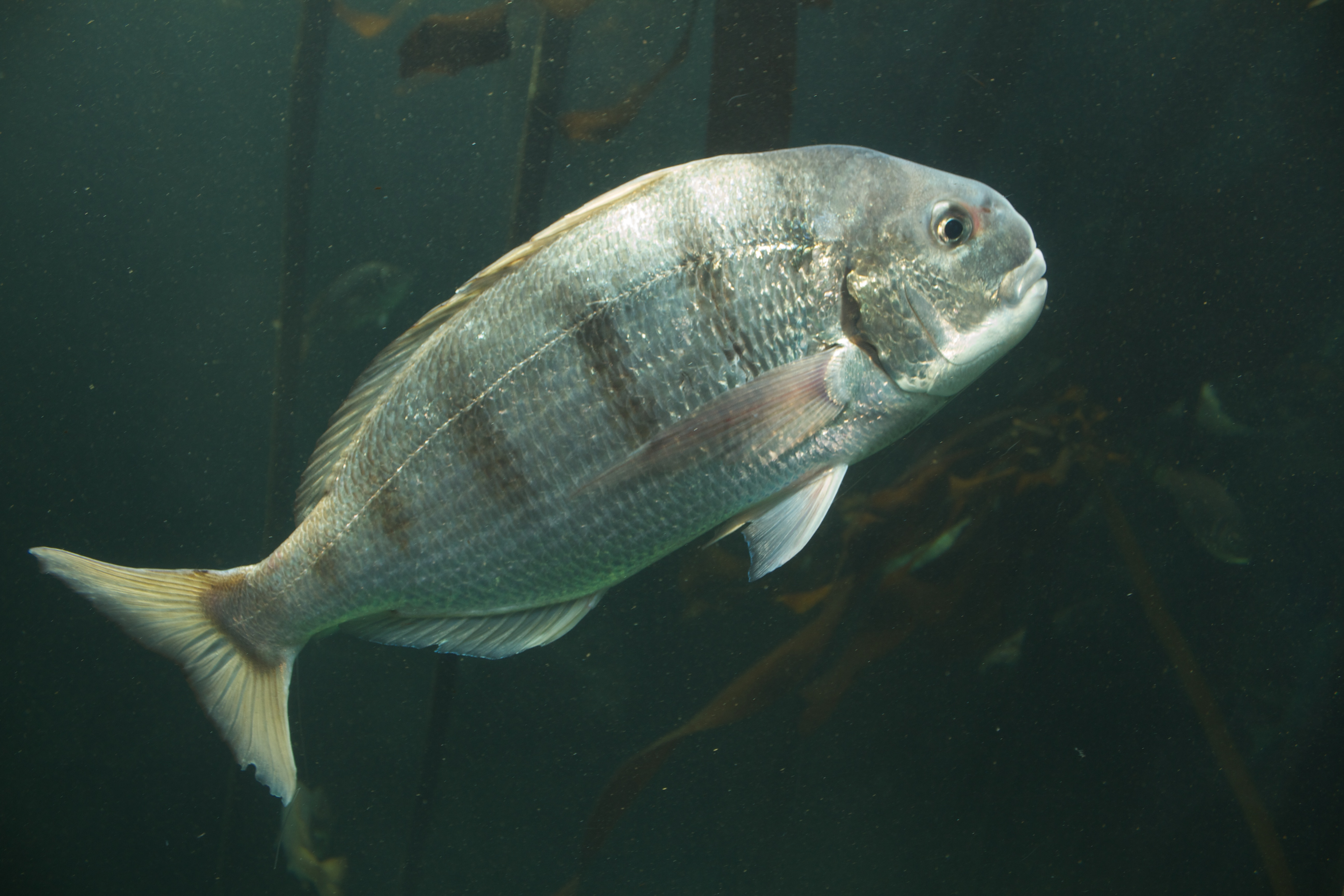
Rhabdosargus globiceps
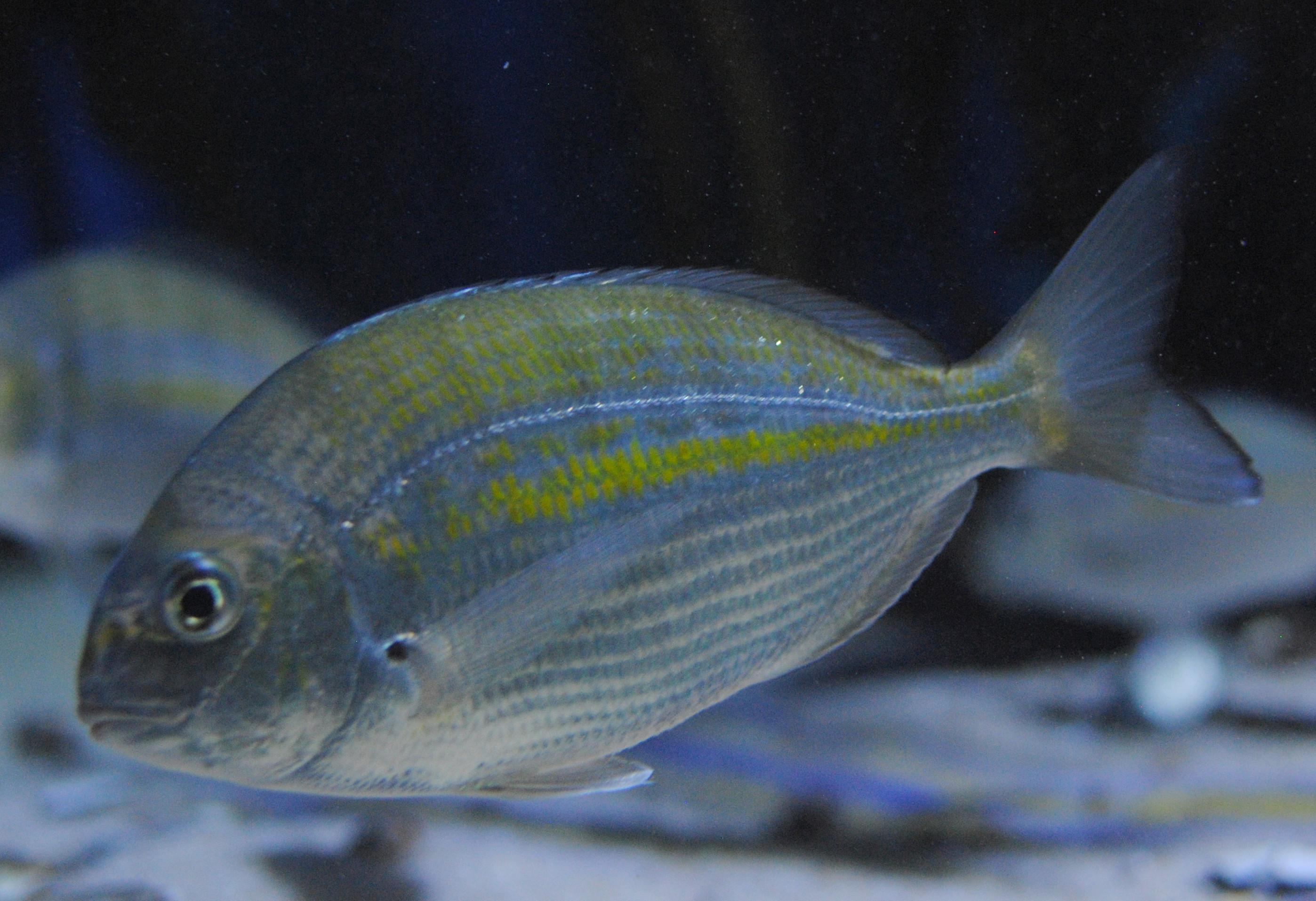
Rhabdosargus holubi
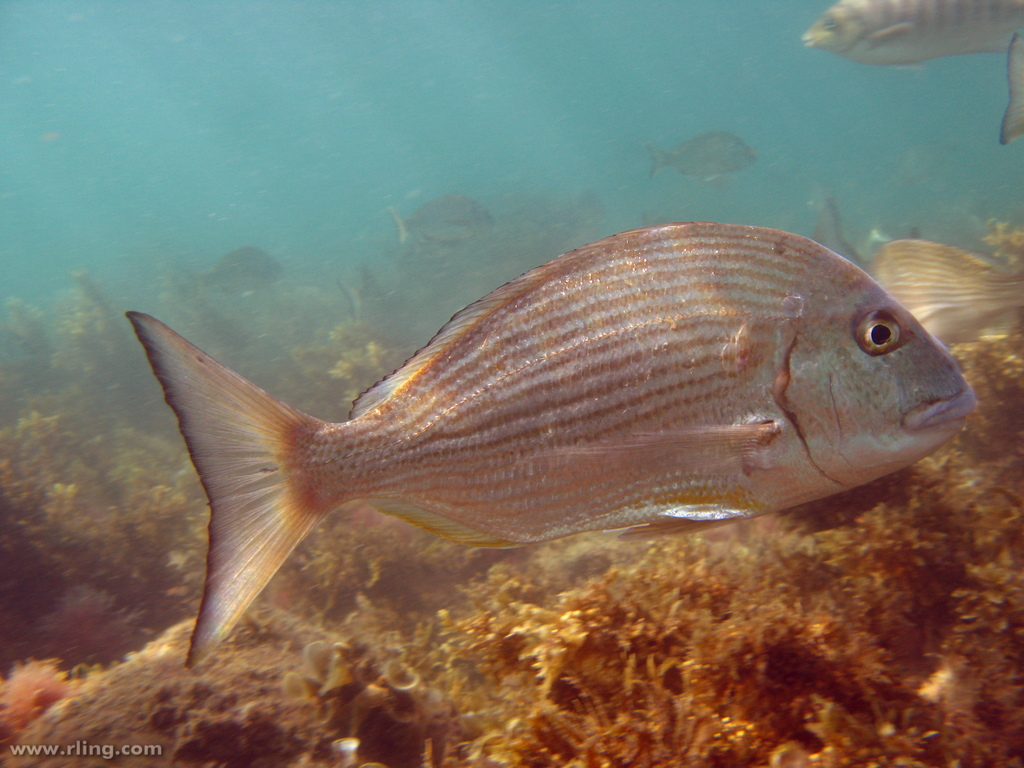
Rhabdosargus sarba